# 4434 Nikulin
A 4434 Nikulin (ideiglenes jelöléssel 1981 RD5) a Naprendszer kisbolygóövében található aszteroida. Ljudmilla Vasziljevna Zsuravljova fedezte fel 1981. szeptember 8-án.